# Нигерия на летних Олимпийских играх 1952
Нигерия принимала участие в Летних Олимпийских играх 1952 года в Хельсинки (Финляндия) в первый раз за свою историю, но не завоевала ни одной медали.